# Wskaźnik rentowności kapitału własnego
Wskaźnik rentowności kapitału własnego (ang. return on equity, ROE, stopa zwrotu z kapitału własnego lub rentowność kapitału własnego) – wskaźnik rentowności oznaczający jak wiele zysku udało się wygospodarować spółce z wniesionych kapitałów własnych.
W polskich warunkach określa ile groszy czystego zysku udało się osiągnąć spółce z jednego złotego kapitałów własnych. Obliczając ROE, liczy się zysk za dany okres do stanu kapitałów własnych na początek danego okresu.
Zysk netto przez kapitał własny wyrażony w % = ROE

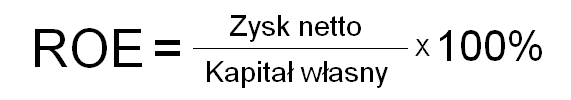

Im wartość tego wskaźnika jest wyższa, tym korzystniejsza jest sytuacja przedsiębiorstwa. Wyższa efektywność kapitału własnego wiąże się z możliwością uzyskania wyższej nadwyżki finansowej, a co za tym idzie wyższych dywidend.